# 青藏公路

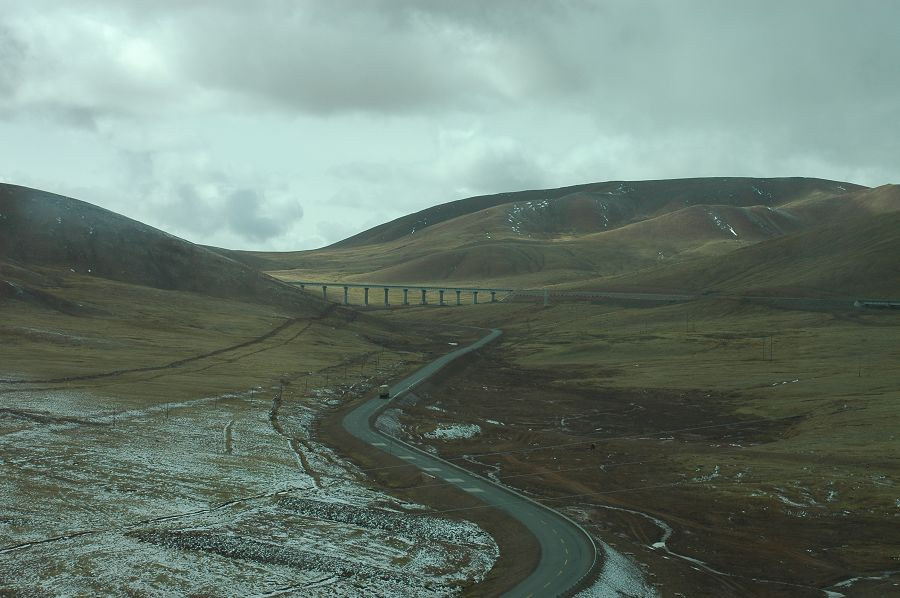
青藏公路和青藏铁路

青藏公路是中国一条横跨青藏高原的公路，是109国道的一部分，在青藏铁路全线通车前常被称为青藏线。
青藏公路起点是青海西宁，终点是西藏拉萨，是 109国道的一部分。这条公路的平均海拔高度超过4500米（雪线），相比其他两条进藏公路新藏公路和川藏公路，青藏公路是路况最稳定的一条。该路的建设者主要是军人，当时的领导者慕生忠将军被称为青藏公路之父。该路对稳定西藏局势发挥着重要作用。在1962年中印边境战争中，该路成为中国军队最重要的补给线。于1954年12月25日正式通车。
青藏公路配套工程是43项援藏工程之一。

## 里程与海拔
| 省份 | 城市名       | 里程 | 海拔（米） |
| ---- | ------------ | ---- | ---------- |
| 青海 | 西宁（起点） | 0    | 2200       |
| 青海 | 格尔木       | 783  | 2600       |
| 青海 | 五道梁       | 1052 | 4500       |
| 西藏 | 唐古拉山口   | 1394 | 5200       |
| 西藏 | 那曲         | 1621 | 4400       |
| 西藏 | 当雄         | 1785 | 4200       |
| 西藏 | 羊八井       | 1860 | 4200       |
| 西藏 | 拉萨（终点） | 1947 | 3600       |

### 引用
1. ↑  .   [2010-08-06]. （原始内容存档于2020-04-22）.